# هويدا
هويدا (18 مارس 1952 -)، ممثلة مصرية. ولدت في القاهرة لعائلة فنية حيث إنها ابنة الفنانة اللبنانية صباح والملحن أنور منسي وخالتها الممثلة لمياء فغالي.
توفي والدها وهي صغيرة قامت والدتها بغناء العديد من الأغاني لها، وودخلت المجال الفني عام 1970 بتشجيع من والدتها وعملت في السينما المصرية والسينما اللبنانية وكذلك عملت في المسرح والتلفزيون، أنهت مشوارها الفني عام 1988 بعد أن انتهت من تصوير مشاهدها في مسلسل «بنت الكبا» حينها قامت بأعلان اعتزالتها التمثيل، ولكنها لم تعتزل الظهور الإعلامي حيث كانت تظهر بين فترة وأخرى باللقاءات التلفزيونية كظهور في برنامج «أنا والعسل» عام 2012 مع الإعلامي نيشان.

## أعمالها

### الأفلام
- 1982 : لعبة النساء.
- 1981 : المغامرون.
- 1980 : حسناء وعمالقة.
- 1980 : ليلة بكى فيها القمر.
- 1978 : رحلة النسيان.
- 1977 : ميعاد مع سوسو.
- 1973 : زوجتي من الهيبز.
- 1970 : نار الشوق.

### المسرحيات
- 1987 : دلوعة يا بيه.
- 1978 : المتزوجون (في دور لينا الذي قامت به فيما بعد الممثلة شيرين).

## وصلات خارجية
- هويدا منسي على موقع قاعدة بيانات الأفلام العربية